# 일류신 Il-10
일류신 Il-10(NATO 코드명: Beast)는 일류신 디자인국(Ilyushin Design Bureau)이 1944년에 일류신 Il-2의 현대화 사업에 따라 제작된 소련의 공격기이다.

## 제원
- 승무원: 2명

- 길이: 11.06m (36 ft 3 in)
- 날개 길이: 11.06m (36 ft 3 in)
- 높이: 4.18m (꼬리 높이)
- 날개 면적: 30.00m2 (322.9 평방 피트)
- 자체 중량: 4,680kg (10,318 lb)
- 전체 중량: 6,335kg (13,966 lb)
- 최대 이륙 중량: 6,535kg (14,407 lb)
- 연료 용량: 747L (164 imp gal; 197 US gal)
- 엔진: 1 × Mikulin AM-42 수랭식 V12 엔진, 1,320kW (1,770hp) (최대 연속 출력, 2,350rpm)
- 프로펠러: 3단 AV-5L-24, 3.60m (11ft 10 in)

## 규모
- 최대 속도: 2,800m (9,200ft)에서 551km/h (342mph; 298kn); 해수면에서 507km/h (274 kn; 315 mph)
- 순항 속도: 500m (1,600ft)에서 310km/h (193mph, 167kn)
- 주행 거리: 500m (1,600ft)에서 800km (497m; 432nmi)
- 실용 상승 한도: 5,500m (18,000ft)
- 고도까지의 시간: 5분에서 3,000 미터 (9,800 피트) 14

## 무기
- 윙에서 2 × 23mm Vya-23 기관포 (150 rpg) 2 × 7.62mm ShKAS 기관총 (750 rpg) 또는 날개에서 4 x 23mm NS-23 (150 rpg) 생산 항공기)
- 후방 터렛의 Berezin B-20 캐논 (150 rpg) 또는 12.7mm UBT 기관총 (150 rpg) 1 x 20mm
- 로켓: 4x RS-82 또는 RS-132 로켓
- 폭탄: 6 x 50kg (110 lb) 폭탄, 4 x 100kg (220 lb) 폭탄, 2 × 250kg (550 lb) 폭탄

## 같이 보기
- 일류신 Il-2
- 더글러스 A-1 스카이레이더